# Kingsley Michael
Kingsley Dogo Michael (Owerri, 26 agosto 1999) è un calciatore nigeriano, centrocampista del Monastir.

## Caratteristiche tecniche
È un mediano che all'occorrenza può andare a ricoprire il ruolo di trequartista.

## Carriera

### Club
Michael si formò nelle file dell'Abuja, squadra del campionato maggiore nigeriano. Qui venne notato dagli osservatori del Bologna con cui, al raggiungimento della maggiore età, firmò il suo primo contratto da professionista.
Dopo una stagione disputata con la Primavera rossoblu, nell'estate del 2018 viene mandato in prestito al Perugia, in serie B. Esordisce tra i professionisti il 24 agosto dello stesso anno, nella partita casalinga col Brescia, pareggiata 1-1, in cui prende il posto nel finale di Raffaele Bianco. Il 30 settembre segna il suo primo gol, siglando il definitivo 1-1 in casa del Cosenza. È autore inoltre di tre assist e chiude la stagione con la compagine umbra totalizzando 25 presenze ed 1 gol.
Tornato nelle file della formazione rossoblù, nell'agosto 2019 rinnova ed esordisce con i felsinei prima in Coppa Italia, nella sfida del terzo turno vinta per 3-0 sul campo del Pisa, in cui gioca come titolare, e poi in massima serie il 25 agosto, nel pareggio per 1-1 in casa del Verona, venendo schierato nuovamente come titolare. Ciononostante il 2 settembre successivo viene ceduto in prestito in Serie B alla Cremonese, dove in tutto il campionato totalizza 10 presenze.
Rientrato al Bologna, il 1º febbraio 2021 viene ceduto in prestito alla Reggina.
Il 9 agosto 2022 viene acquistato dagli austriaci del Ried.

### Nazionale
Con la nazionale Under-20 nigeriana ha preso parte al campionato mondiale di calcio Under-20 2019.
Il 7 settembre 2021 esordisce in nazionale maggiore nel successo per 1-2 contro Capo Verde.

## Statistiche

### Presenze e reti nei club
Statistiche aggiornate al 27 agosto 2023.
| Stagione        | Squadra         | Campionato      | Campionato | Campionato | Coppe nazionali | Coppe nazionali | Coppe nazionali | Coppe continentali | Coppe continentali | Coppe continentali | Altre coppe | Altre coppe | Altre coppe | Totale | Totale |
| Stagione        | Squadra         | Comp            | Pres       | Reti       | Comp            | Pres            | Reti            | Comp               | Pres               | Reti               | Comp        | Pres        | Reti        | Pres   | Reti   |
| --------------- | --------------- | --------------- | ---------- | ---------- | --------------- | --------------- | --------------- | ------------------ | ------------------ | ------------------ | ----------- | ----------- | ----------- | ------ | ------ |
| 2018-2019       | Perugia         | B               | 25         | 1          | CI              | 0               | 0               | -                  | -                  | -                  | -           | -           | -           | 25     | 1      |
| giu.-set. 2019  | Bologna         | A               | 1          | 0          | CI              | 1               | 0               | -                  | -                  | -                  | -           | -           | -           | 2      | 0      |
| set. 2019-2020  | Cremonese       | B               | 10         | 0          | CI              | 1               | 0               | -                  | -                  | -                  | -           | -           | -           | 11     | 0      |
| 2020-2021       | Bologna         | A               | 0          | 0          | CI              | 1               | 0               | -                  | -                  | -                  | -           | -           | -           | 1      | 0      |
| feb.-giu. 2021  | Reggina         | B               | 3          | 0          | CI              | -               | -               | -                  | -                  | -                  | -           | -           | -           | 3      | 0      |
| 2021-2022       | Bologna         | A               | 2          | 0          | CI              | 0               | 0               | -                  | -                  | -                  | -           | -           | -           | 2      | 0      |
| 2022-2023       | Ried            | BL              | 13         | 0          | CA              | 1               | 0               | -                  | -                  | -                  | -           | -           | -           | 14     | 0      |
| 2023-2024       | Bologna         | A               | 0          | 0          | CI              | 0               | 0               | -                  | -                  | -                  | -           | -           | -           | 0      | 0      |
| Totale Bologna  | Totale Bologna  | Totale Bologna  | 3          | 0          |                 | 2               | 0               |                    | 0                  | 0                  |             | 0           | 0           | 5      | 0      |
| Totale carriera | Totale carriera | Totale carriera | 54         | 1          |                 | 4               | 0               |                    | 0                  | 0                  |             | 0           | 0           | 58     | 1      |

### Cronologia presenze e reti in Nazionale
| Cronologia completa delle presenze e delle reti in nazionale ― Nigeria | Cronologia completa delle presenze e delle reti in nazionale ― Nigeria | Cronologia completa delle presenze e delle reti in nazionale ― Nigeria | Cronologia completa delle presenze e delle reti in nazionale ― Nigeria | Cronologia completa delle presenze e delle reti in nazionale ― Nigeria | Cronologia completa delle presenze e delle reti in nazionale ― Nigeria | Cronologia completa delle presenze e delle reti in nazionale ― Nigeria | Cronologia completa delle presenze e delle reti in nazionale ― Nigeria |
| Data                                                                   | Città                                                                  | In casa                                                                | Risultato                                                              | Ospiti                                                                 | Competizione                                                           | Reti                                                                   | Note                                                                   |
| ---------------------------------------------------------------------- | ---------------------------------------------------------------------- | ---------------------------------------------------------------------- | ---------------------------------------------------------------------- | ---------------------------------------------------------------------- | ---------------------------------------------------------------------- | ---------------------------------------------------------------------- | ---------------------------------------------------------------------- |
| 7-9-2021                                                               | Mindelo                                                                | Capo Verde                                                             | 1 – 2                                                                  | Nigeria                                                                | Qual. Mondiali 2022                                                    | -                                                                      |                                                                        |
| Totale                                                                 |                                                                        | Presenze                                                               | 1                                                                      |                                                                        | Reti                                                                   | 0                                                                      |                                                                        |

## Palmarès
- Campionato mondiale Under-17: 1

Cile 2015